# Liste der Lieder und Chansons von Georg Kreisler
Dies ist eine Liste von Liedern und Chansons von Georg Kreisler. Die Lieder und Chansons des österreichischen Kabarettisten und Liedermachers Georg Kreisler (1922–2011) gehören zu den „Klassikern“ des Liedguts im deutschen Sprachraum. Sie kreisen um viele Themen, wie Tod und Vergänglichkeit,  Alltag und seine Bewältigung, Tabus, „Bedenkliches, Bedeutendes und Bedauerliches“, Mann und Frau, Politik und öffentliche Ordnung, Musik, Liebe, Erotik und Sex, Diskriminierung, Intoleranz, Antisemitismus, Heimat und Heimatlosigkeit und viele andere.

## Übersicht
Die folgende Liste ist weitgehend alphabetisch sortiert. Lieder wie Der Musikkritiker stehen jeweils unter dem Anfangsbuchstaben (hier: D). Sie erhebt keinen Anspruch auf Aktualität oder Vollständigkeit.

### A
- Abschied („Die heiße Viertelstunde“)
- Abschiedsgaben („Meine Schwester und ich“)
- Achtzehn Jahre
- Alice’s Restaurant
- Allein wie eine Mutterseele
- Alles ist unzulänglich
- Alles nicht wahr
- Alpenglüh’n
- Als der Zirkus in Flammen stand
- Alte Tanten-Herrlichkeit („Die heiße Viertelstunde“)
- Alte Tränen („Lola Blau“)
- Am Totenbett
- Amen
- Anders als die andern
- Anfang („Die heiße Viertelstunde“)
- Auf der Flucht (Man sucht mich) („Die heiße Viertelstunde“)
- Aus blauem Glase

### B
- Bach in Boogie-Woogie
- Barbara
- Beim Heurigen („Dachl überm Kopf“)
- Beiß dir die Zunge ab („Polterabend“)
- Beobachtung
- Bessarabien
- Bett-Philosophie
- Biddla buh
- Bitte erschieß deinen Gatten (Please Shoot Your Husband)
- Blumengießen
- Bist du kein Terrorist, musst du sagen, wer du bist
- Brunhilde von Brentano
- Buchstabe B
- Bundeskanzler Irgendwer
- Butler Burton (Mein Sekretär)

### C
- Chanson aus „Das Glas Wasser“
- Chutzpeschunkelafghanistan („Polterabend“)

### D
- Dann geht's mir gut (Dann schlaf' ich gut)
- Danse Macabre
- Das Becoverte Girl (Das Cover-Girl) („Glasl vor’m Aug’“)
- Das Begräbnis der Freiheit *
- Das Beste
- Das Ferienheim
- Das Finale („Hurra, wir Sterben!“)
- Das Gebet keiner Jungfrau
- Das Grammophon
- Das hält man leider fürs Normale
- Das Holz für unsern Gartenzaun
- Das ist privat („Die heiße Viertelstunde“)
- Das Kabarett ist nicht tot
- Das Kabarett ist tot
- Das Lied von der Wirklichkeit
- Das Mädchen mit den drei blauen Augen
- Das neue Spiel
- Das Reisebüro (Gern wieder amol)
- Da steht man da und kann´s kaum glauben
- Das Tigerfest
- Das Triangel
- Das Volkstheater („Die heiße Viertelstunde“)
- Das war gut (Das ist gut)
- Das war net
- Das Weinen
- Das Wort ‚Verlassen‘
- Demontage
- Der Ausländer
- Der Beamte
- Der Beschluss
- Der Bluntschli
- Der Einzige, der staunen wird
- Der Euro (Der Schilling)
- Der Fata von Morgana
- Der Fliegergeneral
- Der Furz
- Der Gedanke ist gut
- Der General
- Der guate alte Franz (Good Old Ed)
- Der Herbst
- Der Hering
- Der Herr ist mir fremd (Urfassung und Fassung in „Lola Blau“)
- Der Hochzeitstag
- Der Hund
- Der junge Lächler („Hurra, wir Sterben!“)
- Der Kämpfer
- Der Kanzler lacht
- Der Karajanuskopf („Blattl vor’m Mund“)
- Der Kompagnon
- Der Leisten
- Der Liebesbrief
- Der Luftballon
- Der Mann ohne Liebe*
- Der Mensch ist gut
- Der Mensch muss weg
- Der Musikkritiker.[2]
- Der Paule (Seemann aus Cuxhaven)
- Der Po ist viel zu breit („Polterabend“)
- Der Politiker
- Der Schilling (Der Euro)
- Der Schlager
- Der schöne Heinrich
- Der Sekretär (Mein Sekretär) (Butler Burton)
- Der Staatsbeamte
- Der Tag wird kommen
- Der Ticker
- Der Tod, das muss ein Wiener sein
- Der Tod im Konzert
- Der Verriss („Die heiße Viertelstunde“)
- Der Weihnachtsmann auf der Reeperbahn (Zwei Fassungen, für Mann/für Frau)
- Der Witz
- Der Zweck der Kirche („Hurra, wir Sterben!“)
- Der Zweitälteste Frauenberuf (Urfassung)
- Der Zweite ist immer der Letzte („Die heiße Viertelstunde“)
- Die Alten
- Die Angst
- Die Augen von meiner Maschine
- Die Chinesen
- Die Ehe
- Die Erde dreht sich wie am Spieß
- Die ewige U-Bahn („Die heiße Viertelstunde“)
- Die feinen Pinkel („Elefantenhochzeit“)
- Die Frau („Brettl vor’m Klavier“)
- Die Freundin („Die heiße Viertelstunde“)
- Die Gattin
- Die Gewohnheit
- Die große Zeit
- Die Hand
- Die Hexe
- Die kleinen Männer mit der riesengroßen Macht
- Die letzten Tage (Traurig, traurig)
- Die Musical-Probe
- Die nackten Mädchen (Wenn die Mädchen nackt sind)
- Die Nonne
- Die Party
- Die Reise nach Jerusalem
- Die Schizophrenie
- Die Touristin
- Die Tränen des Baron von Felsenstein
- Die Wahrheit über dich
- Die Wahrheit vertragen sỉe nicht (Wie träumt man einen Traum?)
- Die Wanderniere
- Die weibliche Logik („Die heiße Viertelstunde“)
- Die Zweitausend
- Dirty Ferdy (Der gschupfte Ferdl)
- ...doch gefunden hat man mich nicht
- Dreh das Fernsehn ab
- Du bist neurotisch
- Du hast ja noch dein Grab

### E
- Ein Abend zu zweit
- Ein Haus am grünen Bach
- Ein Offizier
- Ein ohnmächtiger Tango
- Ein Politiker hat keine Liebe
- Eine Einsamkeit
- Eine jiddische Prinzessin
- Eine kleine Gutenachtmusik
- Einmal im Mai (Rondo)
- Einsamkeit
- Elefantenhochzeit („Elefantenhochzeit“)
- Entweder oder
- Er (Sie) hat mich so verrissen
- Er (Sie) war liab
- Erich
- Erwartet nicht zu viel
- Es hat keine Sinn (Vorletztes Lied)
- Es ist einer wie der andre (Arr.:ThomasA.Schneider)
- Es wär so schön, ein reicher Bolschewist zu sein („Polterabend“)
- Es wird alles wieder gut, Herr Professor.
- Es wird mir heiß
- Ewiges Wien

### F
- Fängt’s schon wieder an
- Fahrn’s amal
- Familiensinn
- Fassung für den Herrn
- Fassung für die Dame
- Fehlt dir was
- Finale („Polterabend“)
- Frau Schmidt (Fassung C)
- Frauenemanzipation („Hurra, wir Sterben!“)
- Freiheit durch Vollbeschäftigung („Elefantenhochzeit“)
- Freiheit ist die Kneipe nebenan
- Frika Stasny (Frikashtasni)
- Früher
- Frühlingslied (Spielen wir Unfall im Kernkraftreaktor)
- Frühlingslied (Tauben vergiften)
- Frühlingsmärchen
- Für was bist du gekommen

### G
- Gar nichts (Das Lied über gar nichts)
- Geben Sie acht!
- Geliebt hab ich selbstverständlich nie („Polterabend“)
- Gelsenkirchen.[3]
- Glaubst du?
- Gnädige Frau
- Good Old Ed (Der guate alte Franz)
- Gott bewahr uns vor der Moral („Die heiße Viertelstunde“)

### H
- Hat jemand hier vielleicht Mathias gesehen
- Herberts blaue Augen
- Herzen vergiften (in Rom)
- Heut will ich mich besaufen
- Himmelfahrtskommando Pressefreiheit („Elefantenhochzeit“)
- Horuck-Horuck („Spiegel vor’m Gesicht“)
- Humor
- Humoreske
- Hurra, wir Sterben! („Hurra, wir Sterben!“)

### I
- I Hate You
- Ich bin bereit für dich, Lieselotte
- Ich bin das Mädchen, das nicht nein sagen konnte („Die heiße Viertelstunde“)
- Ich bin vollkommen ihrer Meinung („Elefantenhochzeit“)
- Ich brauche nichts („Die heiße Viertelstunde“)
- Ich brauch nichts auf der Welt, als meinen Wecker („Die heiße Viertelstunde“)
- Ich denke jeden Nachmittag an...
- Ich frage nur mal
- Ich fühl mich nicht zuhause.
- Ich hab a Mädele
- Ich hab’ den Besten („Die heiße Viertelstunde“)
- Ich hab dich immer geliebt
- Ich hab’ dich lieb („Die heiße Viertelstunde“)
- Ich hab’ dich zu vergessen vergessen
- Ich hab ka Lust
- Ich hab sie gefunden
- Ich kann tanzen
- Ich liebe dich („Lola Blau“)
- Ich red nix
- Ich soll immer was Lustiges schreiben
- Ich werde nicht die Erste sein („Hurra, wir Sterben!“)
- Ich will mich nicht benehmen („Die heiße Viertelstunde“)
- Ich will nicht dein Geld
- Ich weiß nicht, ob ich tot bin
- Ihr wisst gar nichts
- Im kältesten Winter sein ’17
- Im Theater ist nichts los
- Im Theater ist was los („Meine Schwester und ich“ / „Lola Blau“)
- Im Theater ist was/nichts los (Urfassung und Fassung in "Lola Blau")
- Im Warenhaus (Warenhaus „International“)
- Immer nur mit der Angst und mit der Ruhe („Hurra, wir Sterben!“)
- Immer wenn, immer dann
- In den Wind gesungen („Elefantenhochzeit“)
- In der Nacht
- In der Stille
- In Deutschland
- Irgendwo am Strand
- It´s Great to Lead an Antiseptic Life

### J
- Johnny
- Junge, Junge, Junge („Polterabend“)

### K
- Kapitalistenlied
- Kleine Leute müssen schweigen
- Komm...!
- Komm ins Kabarett („Die heiße Viertelstunde“)
- Kompromißbereitschaft („Polterabend“)
- Kreisler, sei positiv
- Kreuzworträtsel
- Kunststück!

### L
- Lassen Sie nur meine Tante
- Liebeslieder am Ultimo
- Lied für Kärntner Männerchor
- Ljuba

### M
- Mach die Fenster und Türen doppelt und dreifach auf!
- Mach’s dir bequem, Lotte!
- Man soll uns nie mehr wieder
- Man sucht mich (Auf der Flucht) („Die heiße Viertelstunde“)
- Marie Galetta
- Mathias (Hat jemand hier vielleicht Mathias gesehen?)
- Max
- Max auf der Rax
- Mein kleines Mädele
- Mein Sekretär (Der Sekretär) (Butler Burton)
- Mein Weib will mich verlassen. (Mein Mann will mich verlassen)*
- Meine Frau („Hurra, wir Sterben!“)
- Meine Freiheit, deine Freiheit
- Meine Heimat ist in Jemen
- Meine Tante hat einen Papagei („Die heiße Viertelstunde“)
- Mir g’fallts, aber ich bin dagegen
- Mit dem Rücken gegen die Wand
- Mozart (Schnitzler) in Hollywood
- Mütterlein
- Mutterliebe kann durch nichts ersetzt werden („Elefantenhochzeit“)
- My Psychoanalyst Is an Idiot

### N
- Nebenan
- Nicht genug
- Noch einmal von vorn
- Nur in Wien
- Nur kein Jud!

### O
- Ohne Geld („Hurra, wir Sterben!“)
- Ohne Krieg
- Onkel Fritz
- Onkel Joschi
- Oper, Burg und Josefstadt
- Opernboogie
- Orpheus in der Filmwelt („Blattl vor’m Mund“)
- O sancta politica („Brettl vor’m Klavier“)

### R
- Rat an fremde Söhne
- Reden
- Regale

### S
- Sagen Sie, Frau Zimmermann
- Samoa
- Schieß mit mir
- Schlag sie tot
- Schluss („Die heiße Viertelstunde“)
- Schmetterling
- Schnitzler (Mozart) in Hollywood
- Schöner wohnen
- Schützen wir die Polizei
- Schwärmerei
- Sebastian
- Sex Is a Wonderful Habit
- Sicher wäre es anders... („Die heiße Viertelstunde“)
- Sie ist ein herrliches Weib[4]
- Sie sind so mies
- Sie (Er) war liab
- Sieben Euro (Was der Mensch wert ist)
- Sport ist gesund
- Sonntagsspazier
- Sozialpartner-Song („Elefantenhochzeit“)
- Spielen wir Unfall im Kernkraftreaktor (Frühlingslied)
- Sport ist gesund
- Striptease („Elefantenhochzeit“)
- Sympathie

### T
- Tauben vergiften (Frühlingslied/Taubenvergiften)
- Telefonbuchpolka
- Träume
- Trau keiner Melodie über dreißig
- Treten Sie näher, Franz Josef („Hurra, wir Sterben!“)

### U
- Um halb drei
- Und da lag sie in ihrem Blute
- Und was zu sagen wär’, wird nicht gesagt
- Unheilbar gesund
- Unternehmer-Blues („Elefantenhochzeit“)

### V
- Vierzig Schilling (Was der Mensch wert ist)
- Vollversammlung („Elefantenhochzeit“)
- Von Beruf
- Vor dem Streik („Elefantenhochzeit“)
- Vorletztes Lied (Es hat keinen Sinn)

### W
- Während du, kann ich nicht
- War’s nicht so?
- Warum? (Wiegenlied)
- Warum kann ich dich gestern nicht mehr lieben?
- Was der Mensch wert ist (Vierzig Schilling/Sieben Euro)
- Was ein Mensch alles schlucken kann
- Was für ein Ticker ist ein Politiker
- Was Hänschen nicht lernt
- Was ist mit der Tarnkappe passiert („Die heiße Viertelstunde“)
- Was machen wir, wenn...
- Was sagst du
- Was sagt man zu den Menschen, wenn man traurig ist?
- Was sprichst du mit dem Andern?
- Was studieren die Professoren
- Was tut man, um zu sein (Zwei Fassungen)
- Was willst du noch mehr?
- Weder noch
- Weg zur Arbeit
- Weihnachten ist eine schöne Zeit
- Wer sich wohlfühlt, hat darauf kein Monopol
- Weitermachen!
- Wenn alle das täten
- Wenn das mein Vater wüsste
- Wenn die Mädchen nackt sind (Die nackten Mädchen)
- Wenn die Natur nicht wäre („Polterabend“)
- Wenn du mich liebst
- Wenn ich lieben dürfte, wie ich will
- Wenn ich verliebt bin („Meine Schwester und ich“)
- Wenn ihr lachen wollt
- Wenn nicht Liebe, was sonst
- Wenn’s nicht wahr ist
- What Are Little Girls Made Of?
- Wie kommt es („Lola Blau“)
- Wie träumt man einen Traum („Polterabend“)
- Wie wunderbar ist doch Musik
- Wiegenlied
- Wien ohne Wiener
- Wir konnten es nicht („Hurra, wir Sterben!“)
- Wir sind alle Terroristen
- Wir wünschen Ihnen noch einen schönen Abend („Elefantenhochzeit“)
- Wo der Pfeffer wächst
- Wo kommt das Weinen her?
- Wo sind die Zeiten dahin?
- Wo soll die Reise hingeh’n, Frau Liebermann?
- Wohin?

### Y
- You Bore Me

### Z
- Zu Hause ist der Tod
- Zu leise für mich
- Zufall auf den Wiesen
- Zwanzig Jahre Sicherheit (Vor dem Gefängnis)
- Zwei alte Tanten (tanzen Tango) (Vier Versionen)
- Zwei neue Lieder singt der Kreisler mitten in der Nacht („Die heiße Viertelstunde“)
- Zyankali (Rock’n Roll)